# باغ بی‌برگی
باغ من یا باغ بی‌برگی عنوان یکی از مشهورترین شعرهای مهدی اخوان ثالث (م. امید) در قالب نیمایی با ساختی چهارپاره از مجموعۀ زمستان است. این شعر در خردادماه ۱۳۳۵ سروده شده و به یدالله قرایی تقدیم شده‌است.

## نقد
حسین خسروی (دانشیار دانشگاه آزاد شهرکرد) به شرح و تفسیر این شعر پرداخته‌است.

## اجرای موسیقایی
این شعر در آلبوم پادشاه فصل‌ها با صدای علیرضا افتخاری اجرا شده‌است.